# Teatro Principal (Zamora)
El Teatro Principal de Zamora (Castilla y León, España) fue inaugurado en el año 1606 y construido en base al solar del antiguo 'corral de comedias' ('Patio de comedias'), donde antiguamente se encontraba el convento de Santa Paula. Situado en el rincón de la calle San Vicente, se diferenciaba del resto de su época (Madrid, Alcalá y Toro) por estar cubierto y no tener un fin benéfico asistencial. Debido a sus reducidas dimensiones es conocido popularmente como la "bombonera".
Es considerado un Bien de Interés cultural desde finales del siglo XX.

## Historia
La necesidad de un corral de comedias para la ciudad de Zamora se remonta a comienzos del siglo XVII. En ese mismo siglo se venían realizando comedias en los patios del Hospital del Comendador Don Alonso Sotelo. Sin embargo, la afición de los zamoranos por la representación teatral quería un lugar acorde con los nuevos tiempos de la escena, que en aquellos momentos coincidían con el periodo áureo de la literatura española. En el año 1605 se produce un acuerdo de la ciudad para construir un teatro. 
El acta de creación del Corral de Comedias fue firmado por los regidores de la ciudad, con el conde de Alba de Aliste a la cabeza, y por Francisco Vázquez de Miranda. El Teatro que se conserva hasta hoy ha sido fruto de constantes remodelaciones, que no demoliciones, a pesar de las veces en las que se consideró ruinoso. Se edificó siguiendo los modelos de los Teatros de la Corte y en tamaño reducido. En 2006 se conmemoró el IV centenario de su creación como 'Corral de comedias'con numerosos actos de celebración, representaciones y estrenos. 